# Albert Hill
Pour les articles homonymes, voir Hill.
Albert George Hill, né le 24 mars 1889 à Tooting à Londres et mort le 8 janvier 1969 à London (Ontario, Canada), est un athlète britannique, spécialiste du demi-fond.
Il remporte trois médailles, deux d'or et une d'argent, lors des Jeux de 1920.

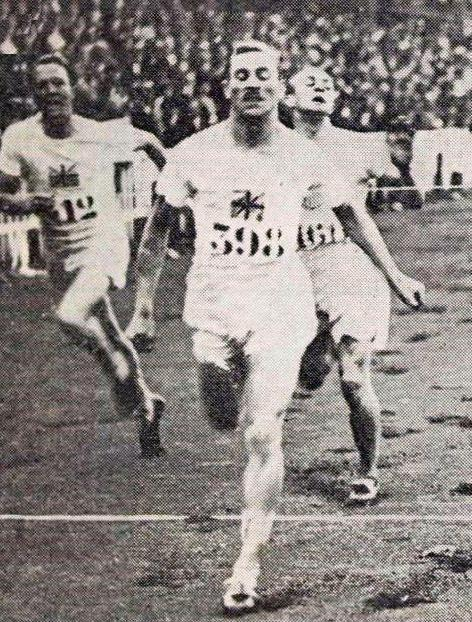
Albert Hill vainqueur du 800 mètres aux JO de 1920.